# 三迦葉
三迦葉（さんかしょう）とは、釈迦の弟子となった、三人のカッサパ（迦葉）兄弟である。具体的には次の三人である。
- 長男 ウルヴェーラ・カッサパ（優楼頻螺・迦葉）
- 次男 ナディー・カッサパ（那提・迦葉）
- 三男 ガヤー・カッサパ（迦耶・迦葉）

もともとはバラモンで火の神アグニを信仰する事火外道で、それぞれ数多くの弟子と信者がいたが、彼らが改宗して仏弟子となるや、教団が一気に大きくなり釈迦の名も広く知れわたったという。初期の仏教教団において重要な役割を果たした。